# Justo Lípsio
Justus Lipsius (em holandês: Joest Lips ou Joost Lips; forma aportuguesada: Justo Lípsio; Overijse, Ducado de Brabante, 18 de outubro de 1547 – Lovaina, 23 de março de 1606) foi um filólogo e humanista flamengo.
É considerado um dos eruditos mais famosos do século XVI, do qual podemos afirmar que com Giuseppe Giusto Scaligero e Isaac Casaubon formaram um triunvirato literário.
Estudou com os jesuítas em Colônia, que lhe corroboraram a sua extraordinária paixão pela literatura clássica latina e grega.  Em 1579 começou a lecionar história na recém criada Universidade de Leiden.  No final de sua vida foi Professor de Latim na Universidade de Lovaina.
Lipsius ensinou nas universidades de Jena, Leiden e Lovaina.  Foi autor de uma série de obras que pretendiam recuperar a antiga corrente filosófica conhecida como estoicismo num formato compatível com o cristianismo tomando como modelo de partida a obra do filósofo Lucius Annaeus Seneca.  A mais importante dessas obras foi De constantia (Sobre a constância).
Sua nova forma de estoicismo influenciou grande número de seus contemporâneos intelectuais dando lugar ao movimento conhecido como neoestoicismo.

## Obras em Latim
- Hortorum lib. IV. Cum Disputatione de cultura hortensi. Joan. Meursii fil. Arboretum sacrum. Angeli Politiani Rusticus. Adhaec Lipsii Leges hortenses et Lazari Bonamici carmen De vita rustica, Éd. René Rapin, Ultrajecti, Apud J. Ribbium, 1672
- I. Lipsi Satvrnalivm sermonvm libri dvo, qui de gladiatoribus, Lvgdvni Batavorvm, Ex officina Plantiniana, apud Franciscum Raphelengium, 1590
- Iusti Lipsi Politicorum sive Civilis Doctrinae Libri Sex (Quid ad Principatum maxime Spectant), Lugduni, In Officina HVG. A Porta, Apud Fratres de Babiano, 1592
- Iusti Lipsi Epistolae Pars III, 1588–1590 Eas ediderunt, adnotatione critica instruxerunt, notisque illustrarunt Sylvette Sué & Hugo Peeters, Brussel, Koninklijke Academie voor wetenschappen, letteren en schone kunsten van België, 1987
- Iusti Lipsi Epistolae quam curavit edendam Jeanine De Landtsheer, Brussel, Koninklijke Academie voor wetenschappen, letteren en schone kunsten van België, 1994
- Iusti Lipsi saturnalium sermonum libri duo, qui De gladiatoribus, Antverpiae, Ex officina Plantiniana, apud Ioannem Moretum, 1604, 1598
- Iusti Lipsis Epistolae Pars XIII, 1600, Brussel, Koninklijke Vlaamse Academie van België voor wetenschappen en kunsten, 2000
- De amphitheatro liber: in quo forma ipsa loci expressa, et ratio spectandi, cum aeneis figuris, Lugduni, Batavorum, Ex officina Christophori Plantini, 1584
- Justi Lipsi de amphitheatris quae extra Romam libellus: in quo formae eorum aliquot & typi, Antverpiae, apud Ch. Plantinum, 1584
- Iusti Lipsi Saturnalium sermonum libri duo: qui de gladiatoribus, Éd. Jan Moretus, Antverpiae, ex officina Plantiniana, apud Ioannem Moretum, 1604
- Iusti Lipsi de Cruce: ad sacram profanamque historiam utiles, Éd. Jan Moretus, Antverpiae, ex officina Plantiniana, apud Ioannem Moretum, 1593